# 花鰭副海豬魚
花鰭海豬魚又稱花鰭副海豬魚、花鰭儒艮鯛，俗名紅點龍、紅倍良 (母)、青倍良(公)為輻鰭魚綱鱸形目隆頭魚亞目隆頭魚科的其中一種。

## 分布
本魚西北太平洋區，包括日本、韓國、台灣、香港、中國等海域。

## 深度
水深10至20公尺。

## 特徵
本魚體延長，側扁。吻較長，尖突。前鼻孔具短管。口小；上頜有犬齒四枚，外側兩枚向後方彎曲。尾部截形。雌魚體呈黃色，有一黑色縱帶自上頷通過眼睛一直延伸至尾鰭基部，身側並有許多紅點，整齊成列和黑帶平行。雄魚體呈黃綠色，體側幾乎每一鱗片上皆有一褐斑，體側中央有一褐色縱帶延伸至尾部，在胸鰭基部的後上方有一明顯黑斑。頭部顏色較暗，有一些連續或不連續的紅色縱帶分布其上。背鰭、臀鰭和尾鰭上亦有許多紅斑散布。體被中大圓鱗，胸部鱗片小於體側，頰部無鱗；背鰭與臀鰭無鞘鱗；側線完全，在尾柄前方急劇向下降。體長可達25公分。

## 生態
本魚通常棲息於沙質底地區或獨立礁區，會潛沙而眠。以底棲生物為食。 

## 經濟利用
食用魚，肉質糜爛，但味頗鮮美，宜紅燒，另可作觀賞魚。